# Rima Agricola
La Rima Agricola è una struttura geologica della superficie della Luna.